# Фиш Геннадій Семенович
Геннадій Семенович Фіш (28 березня 1903, Одеса — 6 липня 1971, Москва) — російський радянський письменник, перекладач, кіносценарист.

## Біографія
Народився в сім'ї інженера-будівельника. З 1905 року жив в Санкт-Петербурзі. Секретар Кубаночерноморского обкому РКСМ (1920). Закінчив інститут історії мистецтв (1924) і факультет суспільних наук БРЕШУ (1925). У 1925–1926 роках на строковій службі. Потім працював на заводі «Червоний Путиловец».
Член СП СРСР з 1934 року. У 1936 році переселився в Москву. Під час фінської війни кореспондент 15-ї армії. Під час німецько-радянської війни воєнний кореспондент на Карельському (з 1942 року) і 1-му Далекосхідному (1945) фронтах.
Член ВКП (б) з 1943 року.
Друкувався з 1922 року. Опублікував збірки віршів «На Неві» (1926), «Розвідка» (1927), «Контрольні цифри» (1929), «Справа за мною» (1931), «Весна в термічної» (1932), «Зошит Аркрайта» (1933) та інші. Повісті про Карелію — «Падіння Кимас-озера» (1932), «Третій поїзд» (1935), «Ялгуба» (1936) та інші.

Написав книгу «Шкідлива черепашка та теленомус» (1939) про боротьбу зі шкідливою комахою академіка Т. Д. Лисенко, виступав в ролі пропагандиста всіх без винятку починань Лисенко, оспіваного ним у книзі «Людина створює землю» (1954) і в безлічі статей 1930–1950-х років, завдяки яким і зробив свою кар'єру. В. Н. Сойфер в книзі «Сталін і шахраї в науці» (М., 2016) назвав Фіша «трубадуром лисенкоізма». Події німецько-радянської війни відбилися в книгах «Північна повість» (1942), «День народження» (1944). Видав нарисові книги про скандинавські країни «Здрастуй, Данія!» (1959), «Зустрічі в Суомі» (1960), «Норвегія поруч» (1963), «У шведів» (1966), «Пустельник Атлантики». 
 Проза Фіша ґрунтується на особистому досвіді і на книжкових знаннях, в ній немає художнього вимислу і не відчувається письменницької інтуїції. 
 Автор п'єс і сценаріїв, в тому числі сценарію фільму «Дівчина з характером» (спільно з Йосипом Склютом; 1939).
Нарис Геннадія Фіша, під назвою «Карельские дівчата» був опублікований в збірнику «Молоді герої Великої Вітчизняної війни», упорядником якого був Василь Биков. До збірки також були включені твори Федіра Самохіна «Кров'ю серця», Леоніда Леонова «Твій брат Володя Куриленко» та ін.
Як поет-перекладач відредагував переклади Ади Оношкович-Яцини з Р. Кіплінга після її смерті, не зрозумівши оригінал і спотворивши сенс у вірші «Пил (Піхотні колони)». Під відредагованими перекладами з'явився подвійний підпис. Спроба часткового зняття правки Фіша була зроблена Е. Витковским в 1998 р.
Помер в Москві 6 липня 1971 р. похований на новому Донському кладовищі.

## Премії
- почесні дипломи Радянського комітету захисту миру за книги подорожніх нарисів